# Жаскентський сільський округ
Жаске́нтський сільський округ (каз. Жаскент ауылдық округі, рос. Жаскентский сельский округ) — адміністративна одиниця у складі Панфіловського району Жетисуської області Казахстану. Адміністративний центр — село імені Головацького.
Населення — 3778 осіб (2021; 2677 у 2009, 2651 у 1999, 1945 у 1989).
Станом на 1989 рік існувала Ортинська сільська рада (села Малий Шиган, Пригородне, Суптай, селище Молодіжний). Пізніше село Суптай увійшло до складу Бірліцького сільського округу, село Єльтай (колишнє Пригородне) та селище імені Головацького (колишнє Молодіжний) — до складу Жаркентської міської адміністрації. Жаскентський сільський округ був утворений 2003 року з частин Бірліцького сільського округу (разом із селом Суптай) та Жаркентської міської адміністрації (разом із селом імені Головацького).

## Склад
До складу округу входять такі населені пункти:
| Населений пункт          | Населення, осіб (1989) | Населення, осіб (1999) | Населення, осіб (2009) | Населення, осіб (2021) |
| ------------------------ | ---------------------- | ---------------------- | ---------------------- | ---------------------- |
| імені Головацького, село | 985                    | 1662                   | 1920                   | 2931                   |
| Суптай, село             | 960                    | 989                    | 757                    | 847                    |